# Автономне територіальне утворення з особливим правовим статусом Придністров'я
Автоно́мне територіа́льне утво́рення з особли́вим правови́м ста́тусом Придністро́в'я (Unitatea teritorială autonomă cu statut juridic special Transnistria) — адміністративна одиниця Молдови, що лежить на молдавському лівобережжі Дністра і нині є під контролем невизнаної Придністровської Молдавської Республіки.
Контрольовані Молдовою території, на які претендує ПМР, не входять у це поняття, а належать до районів Молдови — Аненій-Ной, Дубесарь та Каушень. Також зі складу утворення виключено муніципій Бендери, проте сюди входить муніципій Тирасполь.
Згідно із Законом про адміністративно-територіальний устрій Республіки Молдова 2001 року (Додаток 5) до складу адміністративно-територіальних одиниць лівобережжя Дністра, яким можуть бути надані особливі форми та умови автономії входять 147 населених пунктів. Зокрема 1 муніципія (Тирасполь), 9 міст, 2 населені пункти, що входять до складу міст, 69 сіл і комун, до складу яких входять 135 населених пунктів.
Офіційними мовами Придністров'я є молдовська мова на основі кириличної графіки, українська і російська мови. Республіка Молдова гарантує функціонування і інших мов на території Придністров'я.

## Географія

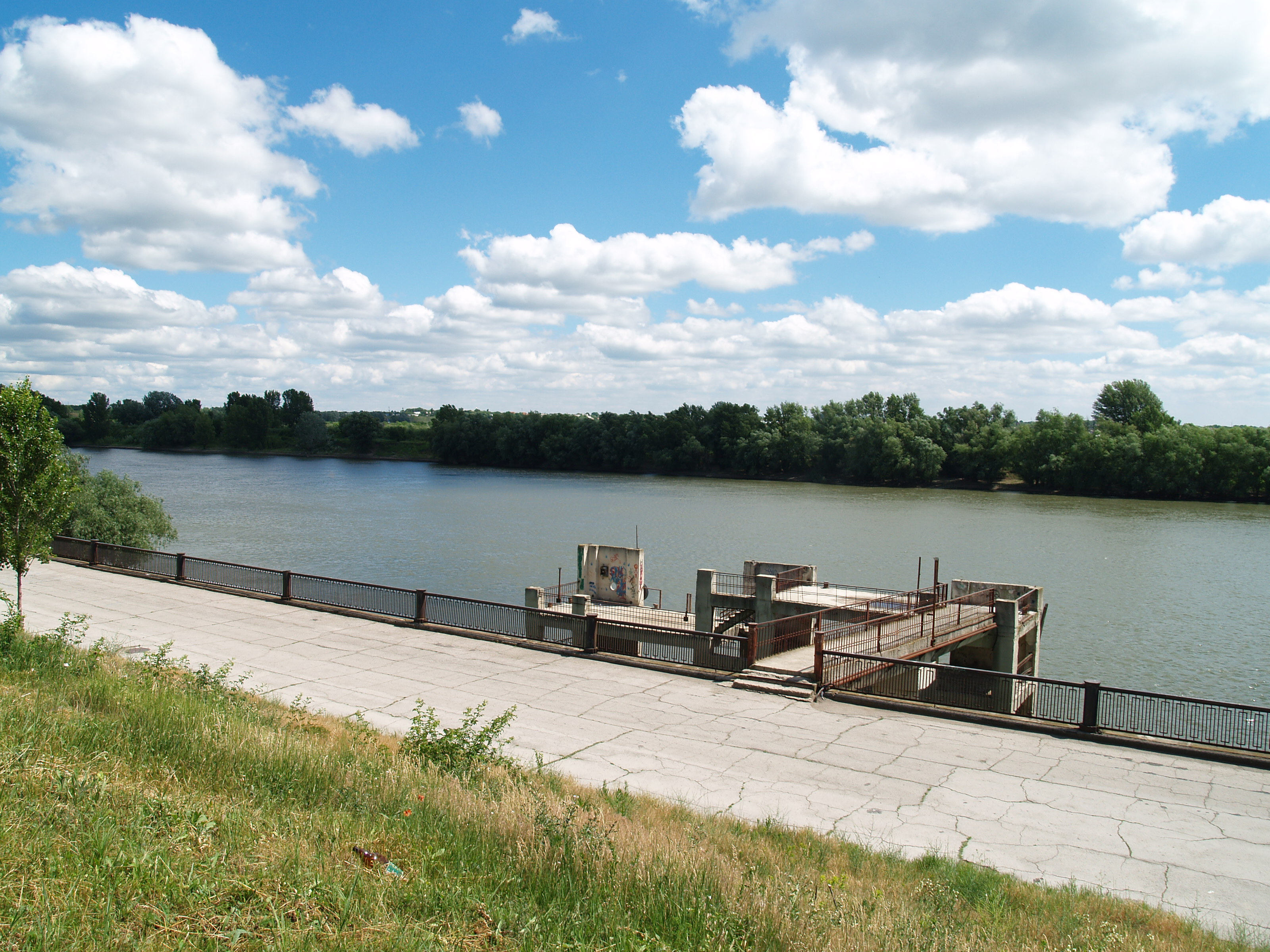
Дністер у місті Бендери.

Придністров'я не має виходу до моря та межує з Бессарабією (тобто, рештою Молдови, 411 км) на захід і Україною (405 км) на схід. Це вузька долина, розтягнута в напрямку північ-південь вздовж берега річки Дністер, що утворює природний кордон уздовж більшої частини кордону з Молдовою. Тирасполь, столиця і найбільше місто Придністров'я, має близько 129 000 жителів.
Територія, яку контролює ПМР, переважно збігається з лівим (східним) берегом Дністра. Вона охоплює десять великих і малих міст та 69 комун, з повним набором у 147 населених пунктів (враховуючи й неінкорпоровані). Шість комун на лівому березі (Кочієри, Моловата-Ноуа, Коржова, Пирита, Кошниця та Дороцьке) залишилися під контролем уряду Республіки Молдова після війни у Придністров'ї в 1992 р., як частина Дубоссарського району. Вони розташовані на півночі і півдні міста Дубоссари, що перебуває під контролем ПМР. Село Роги з Комуни Моловата-Ноуе також контролюється ПМР (Молдова контролює решту дев'ять з десяти сіл шести комун).
На західному березі, в Молдові, місто Бендери і чотири комуни (що містить у цілому шість сіл) на сході, південному сході і півдні, на протилежному березі річки Дністер від міста Тирасполя (Протягайлівка, Гиска, Кіцкани і Кременчуг) контролюються ПМР.
Територія контрольованого Молдовою на східному березі села Роги та міста Дубоссари (розташованого на східному березі і контрольованого ПМР) утворюють зону безпеки уздовж з шести сіл і одного міста під контролем ПМР на західному березі, а також два (Варниця і Копанка) на тому ж західному березі під контролем Молдови. Ситуація з безпекою там підпорядковується рішенням Об'єднаної контрольної комісії.
Основним транспортним маршрутом в Придністров'ї є дорога Тирасполь — Дубоссари — Рибниця. На північ і південь від Дубоссарів вона проходить землями сіл, контрольованих Молдовою (Дороцьке, Кочієри, Роги, в той час як Совєтське повністю розташоване на схід від дороги). Конфлікт починався кілька разів, коли ПМР заважала жителям досягнути сільгоспугідь на схід від дороги.
Придністровці можуть подорожувати (зазвичай без перешкод) через території, що перебувають під контролем ПМР, у сусідні території під управлінням Молдови, в Україну, Росію, по дорозі або (коли маршрут не переривається політичною напруженістю) на двох міжнародних поїздах, цілорічний Москва-Кишинів і сезонний Саратов-Варна. Міжнародні авіапасажири користуються аеропортом у Кишиневі, столиці Молдови або аеропортом в Одесі, в Україні.

### Рельєф
Для території ПМР характерний рівнинний рельєф з рідкими балками та яругами. Більш ніж 80 % ґрунтів представлено чорноземами. З корисних копалин є родовища будівельних вапняків, гравію, стекольних пісків, керамічних глин[джерело не вказане 2633 дні].

### Клімат
Клімат помірно-континентальний, кількість опадів означає, що регіон перебуває в зоні недостатнього зволоження. Зима коротка, м'яка (середня температура січня -3,9 градусів за Цельсієм). Рання, з інтенсивним прогріванням ґрунту і повітря, весна. Тривале, жарке літо (середня температура липня плюс 21 градус за Цельсієм). Тепла, затяжна осінь.
Клімат Придністров'я істотно змінився за останні 30 років: березень потеплішав майже на 1,5° С, листопад і грудень похолоднішали більш ніж на 0,5° С, в цілому по республіці зросла середньорічна кількість опадів. Починаючи з 1987 р. спостерігається зростання середньої річної температури повітря, за останні 50 років — значне падіння середньорічної швидкості вітру.

### Флора та фауна
Ландшафт поділяється на дві області по долині річки Ягорлик. На північ від неї — лісостепова рівнина, утворена відрогами Подільської височини та розчленована глибокими (до 150 метрів) долинами приток Дністра. Ліси в основному збереглися на крутих схилах р. Дністер. На південь — типовий причорноморський сухий степ, без природних лісів; лісова рослинність колкового типу представлена лише в штучних лісопосадках.
Рослинність степова та лісостепова. Лісовими масивами покрито близько 10 % території ПМР.
Тваринний світ різноманітний, багато видів занесено до Червоної Книги як такі, що вони зникають. Зустрічаються сарна, вепр, заєць, куріпка, фазан, лисиця, видра, горностай. Значні рибні запаси, в тому числі й осетрові.